# Juan Guillermo López Soto
Juan Guillermo López Soto (Santa Bárbara, 10 febbraio 1947 – Chihuahua, 8 settembre 2021) è stato un vescovo cattolico messicano.

## Biografia
Juan Guillermo López Soto nacque a Santa Bárbara il 10 febbraio 1947.

### Formazione e ministero sacerdotale
Studiò lettere e filosofia presso il seminario di Chihuahua dal 1958 al 1967. Studiò teologia presso il seminario dell'arcidiocesi di Città del Messico dal 1967 al 1970. Al quarto anno di teologia ritornò nel seminario di Chihuahua dove completò gli studi tra il 1970 e il 1971.
Il 18 agosto 1972 fu ordinato presbitero per l'arcidiocesi di Chihuahua nella cattedrale arcidiocesana da monsignor Adalberto Almeida y Merino. In seguito fu vicario cooperatore a Delicias dal 10 ottobre 1972 al 1º luglio 1976; vicario pastorale della zona di Camargo dal 1975 al 30 giugno 1976; segretario del consiglio presbiterale dal 1976 al 1982; cappellano delle suore dell'Ospedale Centrale di Chihuahua dal 1976 al 1982; assessore delle suore che si occupavano della catechesi dei bambini stranieri dal 1976 al 1982; vicario episcopale per la pastorale dal 1º luglio 1976 al 17 ottobre 1982; vicario economo a Lázaro Cárdenas del Río dal 3 ottobre 1976 al 17 ottobre 1982; incaricato della formazione permanente delle laiche consacrate dal 1976 al 1982; responsabile della formazione permanente dei diaconi permanenti dal 1976 al 1982; pro-vicario generale dal 5 febbraio al 30 agosto 1977; responsabile della formazione permanente del clero, dal 1981 al 1982; parroco a Saucillo dal 17 ottobre 1982 al 19 aprile 1992; vicario episcopale della zona di Delicias fino al 20 febbraio 1992 e vicario generale dal 20 febbraio 1992 al 1995.

### Ministero episcopale
Il 17 novembre 1995 papa Giovanni Paolo II lo nominò primo vescovo di Cuauhtémoc-Madera. Ricevette l'ordinazione episcopale il 15 dicembre successivo nell'Estadio Monumental di Cuauhtémoc dall'arcivescovo Girolamo Prigione, nunzio apostolico in Messico, co-consacranti l'arcivescovo metropolita di Chihuahua José Fernández Arteaga e il vescovo di Ciudad Juárez Renato Ascencio León.
Nell'agosto del 2005 e nel maggio del 2014 compì la visita ad limina.
In seno alla Conferenza dell'episcopato messicano fu membro della commissioni per la pastorale sociale e per l'apostolato dei laici per il triennio 1997-2000; membro della commissione per i seminari e le vocazioni e rappresentante della regione pastorale del Golfo per il triennio 2004-2006 e supplente della provincia ecclesiastica di Chihuahua e responsabile della dimensione promozionale della rete ecclesiale (Centro Multimediale Cattolico) della commissione per la pastorale della comunicazione per il triennio 2006-2009.
Il 30 agosto 2021 fu ricoverato all'ospedale di Chihuahua per COVID-19. Aveva già subito diverse operazioni al cuore nel 2018. Morì per complicazioni della malattia all'una del mattino dell'8 settembre. Le esequie si tennero il 10 settembre alle ore 14 nella cattedrale di Sant'Antonio da Padova a Cuauhtémoc e furono presiedute da monsignor Constancio Miranda Weckmann, arcivescovo metropolita di Chihuahua. Al termine del rito fu sepolto nello stesso edificio.

## Genealogia episcopale
La genealogia episcopale è:
- Cardinale Scipione Rebiba
- Cardinale Giulio Antonio Santori
- Cardinale Girolamo Bernerio, O.P.
- Arcivescovo Galeazzo Sanvitale
- Cardinale Ludovico Ludovisi
- Cardinale Luigi Caetani
- Cardinale Ulderico Carpegna
- Cardinale Paluzzo Paluzzi Altieri degli Albertoni
- Papa Benedetto XIII
- Papa Benedetto XIV
- Papa Clemente XIII
- Cardinale Marcantonio Colonna
- Cardinale Giacinto Sigismondo Gerdil, B.
- Cardinale Giulio Maria della Somaglia
- Cardinale Carlo Odescalchi, S.I.
- Cardinale Costantino Patrizi Naro
- Cardinale Lucido Maria Parocchi
- Papa Pio X
- Cardinale Gaetano De Lai
- Cardinale Raffaele Carlo Rossi, O.C.D.
- Cardinale Amleto Giovanni Cicognani
- Arcivescovo Girolamo Prigione
- Vescovo Juan Guillermo López Soto